# Guy Krneta
Guy Krneta (* 24. März 1964 in Bern) ist ein Schweizer Bühnenautor und Schriftsteller.

## Leben
Bereits als Gymnasiast begann Guy Krneta mit dem Schreiben von Texten und Liedern. Er studierte Theaterwissenschaft in Wien und Medizin in Bern. Ab 1986 arbeitete Krneta am Stadttheater Bern und am Theater Basel als Regieassistent. Eine Zeit lang war er stellvertretender Leiter des Theaterfestivals AUAWIRLEBEN, ehe er als Dramaturg zunächst nach Esslingen an die dortige Württembergische Landesbühne und später ans Staatstheater Braunschweig ging. In die Schweiz zurückgekehrt, sass er seine sechsmonatige Haft wegen Dienstverweigerung ab, bevor er zum Co-Leiter des Theaters Tuchlaube in Aarau wurde und als Dramaturg am dortigen freien Theater Marie tätig war.
Guy Krneta ist Mitglied der Autorengruppe Bern ist überall und steht häufig als Spoken-Word-Autor auf der Bühne. Daneben ist er kulturpolitisch engagiert, initiierte unter anderem das Schweizerische Literaturinstitut in Biel und ist Gründungsmitglied des Künstlernetzwerks Kunst + Politik.
Guy Krneta war von 2001 bis 2022 verheiratet mit der Regisseurin Ursina Greuel, mit der er vier Kinder hat.  Er lebt in Basel. 

## Werke (Auswahl)

### Theaterstücke
- 1987: Legende vom Dolchstoss (UA: Blechtheater Bern)
- 1989: Till Eulenspiegel (UA: Stadttheater Bern)
- 1990: Niemals vergessen (UA Blechtheater Bern)
- 1992: Der Faulpelz Paul Felz (UA: Württembergische Landesbühne Esslingen)
- 1994: Die Pferde stehen bereit (UA: Club 111 Bern)
- 1998: Zwöi im Mai (UA: Club 111 Bern)
- 2000: Schönweid (UA: Tuchlaube Aarau)
- 2003: Zmittst im Giätt uss (UA: Schlachthaus Theater Bern)
- 2004: Das Leben ist viel zu kurz, um offene Weine zu trinken (UA: Schlachthaus Theater Bern)
- 2004: E Summer lang, Irina (UA: Theater Basel)
- 2006: E Schtau vou Reh (UA: Theater Basel)
- 2009: Aktion Duback (UA: Theater am Neumarkt Zürich)

### Schriften
- 2007: Buumes, Verlag Der gesunde Menschenversand, Luzern, ISBN 978-3-905825-04-6
- 2009: Mittelland, Verlag Der gesunde Menschenversand, Luzern, ISBN 978-3-905825-13-8
- 2014: Unger üs, Verlag Der gesunde Menschenversand, Luzern, ISBN 978-3-905825-90-9
- 2015: rosa loui, Verlag Der gesunde Menschenversand, Luzern, ISBN 978-3-03853-017-6

## Auszeichnungen (Auswahl)
- 1990: Preis der Stiftung zur Förderung der Bernischen Mundartdramatik
- 1996: Deutscher Jugendtheaterpreis – Lobende Erwähnung für Ursel
- 1997: Buchpreis der Stadt Bern
- 2003: Welti-Preis
- 2010: Literaturpreis des Kantons Bern
- 2012: Prix Suisseculture
- 2015: Schweizer Literaturpreise